# Cloutier (Québec)
Pour les articles homonymes, voir Cloutier.
Cloutier est un quartier de Rouyn-Noranda et le nom d'une ancienne municipalité de la région administrative de l'Abitibi-Témiscamingue à l'ouest du Québec. C'est le plus petit des quartiers rouynorandiens, tant en superficie qu'en population.
Une municipalité est érigée en 1979, puis annexée en 2002 par Rouyn-Noranda. Les limites du quartier actuel reprennent celles de l'ancienne municipalité.

## Toponymie
Le quartier tire son nom de François-Xavier Cloutier, évêque du diocèse de Trois-Rivières. Autrefois nommé Saint-Ignace-de-Fréchette ou Fréchette d'après un lac à proximité, le changement de nom n'est pas étranger aux racines des premiers colons de Cloutier, d'origine trifluvienne.
L’appellation de Cloutier surpasse celle de Fréchette vers 1936, après que le bureau de poste ait été désigné en l'honneur du prélat.

## Géographie
Situé à une trentaine de kilomètres au sud du centre urbain de Rouyn-Noranda, Cloutier est implanté le long de la route 391, entre Rollet et Beaudry, à l'ouest de Bellecombe.
Élément marquant de la pédologie locale, un esker longe la route 391 du côté ouest. 
Le quartier, d'une superficie de 105 km2, est le plus petit des quartiers ruraux. Avec environ 350 habitants, c'est aussi le moins peuplé,. 
Avec ses nombreux lacs et rivières, Cloutier est une destination de villégiature.

## Histoire
Les premiers colons s'installent sur le territoire de Cloutier vers 1932, alors rattaché à Montbeillard, sous l'égide du plan de colonisation Gordon visant la conversion de chômeurs urbains en colons agriculteurs. En juillet 1935, alors que le plan Gordon prend fin, la mission Saint-Ignace est établie. Relevant de la Société de colonisation de Trois-Rivières et découlant du plan Vautrin, elle attire une trentaine d'homme venus défricher des terres. Les deux tiers de ces colons perdent courage et abandonnent, tandis que les familles des colons restants viennent les rejoindre en novembre.
Entre 1936 et 1940, quelques familles additionnelles profitent du plan Rogers-Auger pour venir s'installer à Cloutier,. 

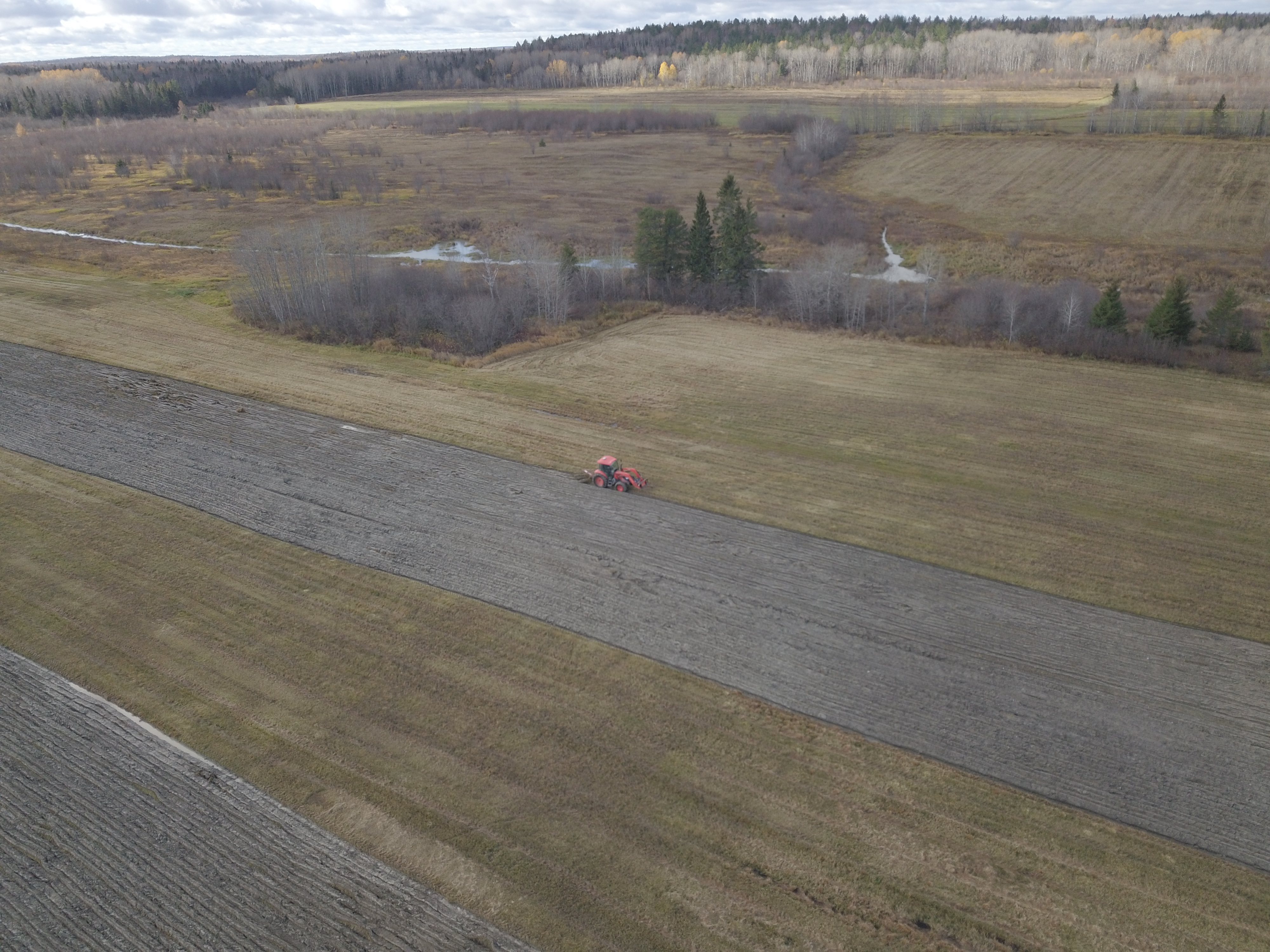
Un tracteur orange prépare le sol pour les prochaines cultures fourragères en 2024, photo par Kilian Bélisle

Des débuts de la colonisation jusqu'à vers 1975, les fermes laitières constituent le moteur principal de l'économie locale, avec la cueillette de bleuets et la vente de bois de chauffage comme revenus d'appoint. En plus des fermes, un moulin à scie, une boulangerie, une forge, trois magasins généraux, trois ateliers de menuiserie, un poste d'essence, un hôtel et un bureau de poste sont recensés.
Cloutier est érigée en municipalité en 1979. Le 1er janvier 2002, la municipalité est annexée à la ville de Rouyn-Noranda et obtient le statut de quartier rural.
Construit en 2016 pour remplacer l’ancien édifice devenu désuet, l’arena de Cloutier comprend une glace réglementaire non réfrigérée et divers locaux communautaires 